# Jrue Holiday
Jrue Holiday (n. 12 iunie 1990, Los Angeles, California, SUA) este un baschetbalist american, medaliat olimpic. A participat la două ediții ale Jocurilor Olimpice (2020, 2024) în care a câștigat două medalii de aur.